# Machimus fascialis
Machimus fascialis är en tvåvingeart som beskrevs av Becker och Stein 1913. Machimus fascialis ingår i släktet Machimus och familjen rovflugor. Inga underarter finns listade i Catalogue of Life.